# Flabellifrontipoda mastigophora
Flabellifrontipoda mastigophora är en kvalsterart som beskrevs av Cook 1983. Flabellifrontipoda mastigophora ingår i släktet Flabellifrontipoda och familjen Oxidae. Inga underarter finns listade i Catalogue of Life.